# Гура-Рошієй
Гура-Рошієй (рум. Gura Roșiei) — село у повіті Алба в Румунії. Входить до складу комуни Рошія-Монтане.
Село розташоване на відстані 315 км на північний захід від Бухареста, 47 км на північний захід від Алба-Юлії, 66 км на південний захід від Клуж-Напоки.

## Населення
За даними перепису населення 2002 року у селі проживали 104 особи, усі — румуни. Усі жителі села рідною мовою назвали румунську.